# Nathalie Enterline
Nathalie Enterline (Pennsylvania, USA, 1965. –) amerikai táncos, kalap zsonglőr, baton forgató, cirkuszművész.

## Élete
Nathalie 3 éves korában kezdett táncolni az szülei tánciskolájában. Tinédzserként, megnyerte az 1978-as baton forgató világbajnokságot.
Ezután New Yorkba költözött, hogy ismét táncot tanulhasson a New York-i Balett Iskolában. Ugyanakkor, a sétabot pörgetést sem hagyta abba.
1980-ban, Montréalban találkozott későbbi férjével, Francis Brunn zsonglőrrel.
1983-ban a New York-i Big Apple Circus-ben lépett fel. Paul Binder, a cirkusz alapítója és művészeti vezetője ekkor döntött úgy, hogy Nathalie-t küldi ki az 1984 januárjában rendezett Párizsi Nemzetközi Cirkuszfesztiválra, hogy képviselje a Big Apple Circus-t. Nagy meglepetésére Nathalie elnyerte az aranyérmet.

## Fellépései
| Előadóhely                  | Ország (Város)                       |
| --------------------------- | ------------------------------------ |
| Lido                        | Franciaország (Párizs)               |
| Tigerpalast Variety Theater | Németország (Frankfurt am Main)      |
| Big Apple Circus            | Amerikai Egyesült Államok (New York) |
| Cirque D'Hiver              | Franciaország (Párizs)               |
| Circo Tihany                | Mexikó                               |
| Salto Natale                | Svájc                                |
| Cirkus Scot                 | Svédország                           |
| Casino Cabaret              | Monaco (Monte-Carlo)                 |
| Circo Price                 | Spanyolország (Madrid)               |
| Fővárosi Nagycirkusz        | Magyarország (Budapest)              |
| Varietee Magica             | Finnország (Helsinki)                |

### Budapesti fellépése
2012-ben Budapesten, a Fővárosi Nagycirkuszban lépett fel. A 9. Budapesti Nemzetközi Cirkuszfesztivál díszvendégeként, a 15 és 19 órakor kezdődő Gála műsoron mutatta be produkcióját.
A szervezők meghívták, hogy szerepeljen a fesztivál válogatásműsorában, a Fesztivál Plusssz című előadásban. Igent mondott, így egészen március 11-ig Budapesten tartózkodott.